# Wikilivros
Wikilivros (do inglês: Wikibooks, anteriormente chamado Projeto de Textos Didáticos Livres da Wikimedia, do inglês: Wikimedia Free Textbook Project ou Wikimedia-Textos Didáticos) é um projeto de código wiki da Fundação Wikimedia, tal como a Wikipédia, dedicado ao desenvolvimento colaborativo de textos didáticos (como livros, apostilas, manuais) de conteúdo livre (licenciados sob a GNU FDL).
Criada em 10 de julho de 2003, baseia-se no sistema wiki (do havaiano wiki-wiki = "rápido", "veloz", "célere"). O modelo wiki é uma rede de páginas web contendo as mais diversas informações, que podem ser modificadas e ampliadas por qualquer pessoa através de navegadores comuns, tais como o Internet Explorer, Mozilla Firefox, Netscape, Opera, Safari, ou outro programa qualquer (capaz de ler páginas em HTML e carregar imagens). Este é o fator que distingue o Wikilivros de todas as outras coletâneas de livros e materiais didáticos: qualquer pessoa com o acesso à Internet pode modificar qualquer artigo, e cada leitor é potencial colaborador do projeto. Dele surgiu a Wikiversidade, um projeto que no início foi desenvolvido internamente no Wikilivros, porém foi transferido para seu próprio domínio na internet.

## História
O Wikilivros foi lançado em 10 de julho de 2003, em resposta a um pedido feito pelo colaborador da Wikipédia Karl Wick por um projeto que acolhesse e construísse, gratuitamente, uma coletânea de livros didáticos sobre assuntos como química orgânica e física. Dois principais subprojetos (Wikijunior e Wikiversidade) se englobaram no que hoje é o Wikilivros, antes da política oficial de criação de novos projetos ser posteriormente modificada, de modo que a futura Wikimedia Incubator seja criada de acordo com a política de novos projetos da Fundação Wikimedia. Em agosto de 2006, a Wikiversidade tornou-se um projeto independente na Fundação Wikimedia, porém, ainda encontra-se em curso de importação de informações ainda contidas no Wikilivros.

### Wikijúnior
Wikijúnior é um subprojeto do Wikilivros que é especializado em livros e textos didáticos para crianças. O projeto consiste de ambos uma revista e um website, e está, atualmente, a ser desenvolvida nos idiomas inglês, dinamarquês, finlandês, francês, alemão, italiano, japonês e espanhol. É financiado por uma subvenção da Fundação Beck.

## Conteúdo didático

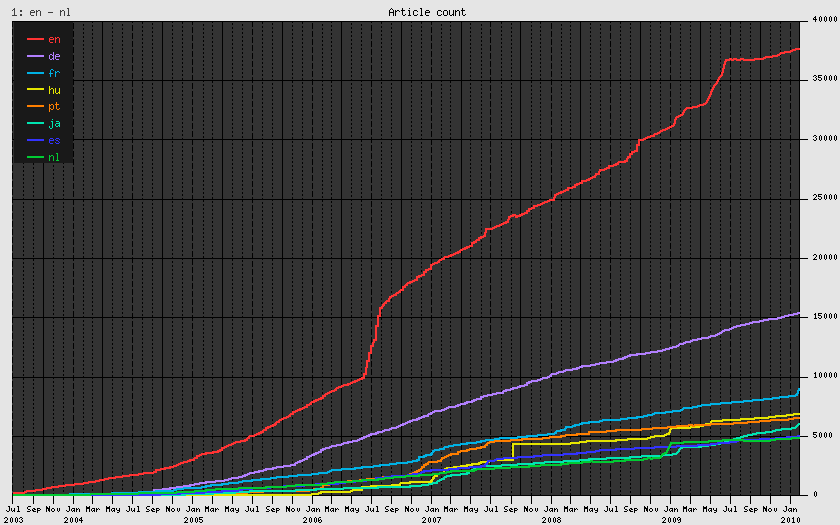
Crescimento gradual de quantidade de artigos nos maiores Wikilivros (por idioma) (de julho de 2003 a janeiro de 2010).

Enquanto alguns livros são originais, outros começaram com textos copiados de outras fontes de livros didáticos de conteúdo livre na internet. Todo conteúdo do site está sob a GNU Free Documentation License. Isto significa que, como com um projeto seu irmão, a Wikipédia, as contribuições permanecem com o direito de seus criadores, enquanto que a licença copyleft garante que o conteúdo seja sempre livremente distribuível e reproduzível.
O Wikilivros se difere do Wikisource porque espera-se que o conteúdo do Wikilivros seja significantemente alterado pelos participantes. Fontes crus de documentos, como textos originais shakespearianos, devem ser hospedados no Wikisource.
O projeto está a trabalhar pela conclusão de vários livros em diversos idiomas, nos quais seus fundadores esperam que seja seguido pelo fluxo da adoção e uso do texto desenvolvido e hospedado lá.
Uma restrição importante, imposta por Jimmy Wales, é a proibição da inclusão de manuais de jogos - especialmente jogos eletrônicos. Uma exceção seriam os jogos que são estudados de forma séria em alguma instituição de estudo (o que poderia incluir xadrez e go)..

## Wikilivros x Wikipédia
Conforme o artigo Wikipedia:O que a Wikipédia não é, os assuntos abaixo não são do escopo da Wikipédia, mas são do escopo do Wikilivros:
- Manuais de instrução
- Livros-texto

Apesar de não ser explicitamente mencionado, o tema abaixo também deve ser movido da Wikipédia para o Wikilivros:
- Livros de receitas

## Projetos similares
- «MyMCAT». - uma organização sem fins lucrativos, baseada numa coletânea de livros destinada no preparo de estudantes para o Teste de Admissão da Faculdade de Medicina.
- wikiHow - um website sem fins lucrativos destinada ao preparo de guias de "como fazer".